# Sari Raassina
Sari Johanna Raassina, född 19 april 1963 i Jyväskylä, är en finländsk politiker (Samlingspartiet). Hon är ledamot av Finlands riksdag sedan 2015.
Raassina blev invald i Finlands riksdag i riksdagsvalet i Finland 2015 med 3 978 röster från Savolax-Karelens valkrets.